# Bolívar (kommun i Colombia, Cauca)
Bolívar är en kommun i Colombia.   Den ligger i departementet Cauca, i den sydvästra delen av landet, 400 km sydväst om huvudstaden Bogotá. Antalet invånare är 43 978.